# Liga Națională de handbal feminin 2015-2016, promovare și retrogradare
Acest articol descrie fazele de promovare și retrogradare la finalul Ligii Naționale de handbal feminin 2015-2016.

## Format
În ediția 2015-2016, Liga Națională de handbal feminin s-a desfășurat doar cu tur și retur, fără Play-Off și Play-Out. La întrecere au participat 14 echipe. Conform regulamentului publicat de FRH, echipele clasate pe ultimele două locuri (13 și 14) după ultima etapă a competiției au retrogradat direct în Divizia A. Echipele care au terminat pe locurile 11 și 12 după ultima etapă a competiției au disputat un turneu de baraj împreună cu formațiile care au terminat sezonul pe locurile 2 și 3 în cele două serii ale Diviziei A. Regulamentul FRH stipula că, la capătul turneului de baraj, primele două echipe clasate vor rămâne sau, după caz, vor promova în Liga Națională.
Ca și în edițiile anterioare, echipele clasate pe locul 1 în cele două serii ale Diviziei A 2015-2016 au promovat direct în Liga Națională. Aceste echipe sunt: CSU Danubius Galați, câștigătoarea Seriei A,  și CSM Bistrița, câștigătoarea Seriei B.

## Echipele
Prima echipă retrogradată direct a fost HC Alba Sebeș. În urma meciului din Etapa a XXIII-a, disputat pe 29 martie 2016 și în care a fost învinsă în deplasare de Corona Brașov, echipa din Sebeș a pierdut orice șansă de a mai atinge un loc de baraj și a retrogradat în Divizia A. A doua echipă retrogradată direct, CS Rapid USL Metrou București, a fost stabilită în ultima etapă.

### Echipe retrogradate direct
| Echipa                        | Data retrogradării |
| ----------------------------- | ------------------ |
| HC Alba Sebeș                 | 29 martie 2016     |
| CS Rapid USL Metrou București | 23 aprilie 2016    |

### Echipe care au participat la baraj
| Echipa                | Competiția din care provine | Locul obținut |
| --------------------- | --------------------------- | ------------- |
| CSM Unirea Slobozia   | Liga Națională              | 11            |
| CS Măgura Cisnădie    | Liga Națională              | 12            |
| CS HM Buzău           | Divizia A                   | 2 (Seria A)   |
| CSU Știința București | Divizia A                   | 3 (Seria A)   |
| CSM Cetate Deva       | Divizia A                   | 2 (Seria B)   |
| CSM Slatina           | Divizia A                   | 3 (Seria B)   |

## Partidele
Echipele care au luat parte la turneul de baraj au fost împărțite în două grupe de câte trei. Tragerea la sorți pentru distribuția în grupe a fost efectuată pe 27 aprilie 2016, la sediul Federației Române de Handbal.
Meciurile s-au desfășurat în Sala Sporturilor din Pitești. Programul complet al partidelor a fost publicat pe site-ul oficial al FRH.
|  | Echipe promovate/rămase în Liga Națională       |
|  | Echipe care au mai jucat un meci de departajare |
|  | Echipe retrogradate/rămase în Divizia A         |

### Grupa I
| Poz. | Echipa             | J | V | E | Î | GM | GP | DG   | P |
| ---- | ------------------ | - | - | - | - | -- | -- | ---- | - |
| 1    | CS Măgura Cisnădie | 2 | 2 | 0 | 0 | 63 | 46 | + 17 | 6 |
| 2    | CS HM Buzău        | 2 | 1 | 0 | 1 | 53 | 56 | - 3  | 3 |
| 3    | CSM Slatina        | 2 | 0 | 0 | 2 | 45 | 59 | - 14 | 0 |

| 28 mai 2016 17:00 | CS HM Buzău | 28 - 24 | CSM Slatina | Sala Sporturilor, Pitești Arbitri: Barbu, Badiu |
| 28 mai 2016 17:00 | Ionescu 15  | (14-11) |             | Sala Sporturilor, Pitești Arbitri: Barbu, Badiu |
| 28 mai 2016 17:00 | [ Cronica]  |         |             | Sala Sporturilor, Pitești Arbitri: Barbu, Badiu |

| 29 mai 2016 17:00 | CS Măgura Cisnădie | 32 - 25 | CS HM Buzău | Sala Sporturilor, Pitești Arbitri: Ifrim, Ilisei |
| 29 mai 2016 17:00 | (15-13)            |         |             | Sala Sporturilor, Pitești Arbitri: Ifrim, Ilisei |
| 29 mai 2016 17:00 | [ Cronica]         |         |             | Sala Sporturilor, Pitești Arbitri: Ifrim, Ilisei |

| 30 mai 2016 17:00 | CSM Slatina | 21 - 31 | CS Măgura Cisnădie | Sala Sporturilor, Pitești Arbitri: Iliescu, Manea |
| 30 mai 2016 17:00 | (6-13)      |         |                    | Sala Sporturilor, Pitești Arbitri: Iliescu, Manea |
| 30 mai 2016 17:00 | [ Cronica]  |         |                    | Sala Sporturilor, Pitești Arbitri: Iliescu, Manea |

### Grupa a II-a
| Poz. | Echipa                | J | V | E | Î | GM | GP | DG   | P |
| ---- | --------------------- | - | - | - | - | -- | -- | ---- | - |
| 1    | CSM Unirea Slobozia   | 2 | 2 | 0 | 0 | 57 | 41 | + 16 | 6 |
| 2    | CSM Cetate Deva       | 2 | 0 | 1 | 1 | 49 | 56 | - 7  | 1 |
| 3    | CSU Știința București | 2 | 0 | 1 | 1 | 44 | 53 | - 9  | 1 |

| 28 mai 2016 19:00 | CSM Cetate Deva    | 26 - 26 | CSU Știința București | Sala Sporturilor, Pitești Arbitri: Pintea, Sas |
| 28 mai 2016 19:00 | Abed-Kader, Nica 6 | (12-11) |                       | Sala Sporturilor, Pitești Arbitri: Pintea, Sas |
| 28 mai 2016 19:00 | 9×                 | Cronica | 5×                    | Sala Sporturilor, Pitești Arbitri: Pintea, Sas |

| 29 mai 2016 19:00 | CSM Unirea Slobozia | 30 - 23 | CSM Cetate Deva | Sala Sporturilor, Pitești Arbitri: Năstase, Stancu |
| 29 mai 2016 19:00 | (15-13)             |         |                 | Sala Sporturilor, Pitești Arbitri: Năstase, Stancu |
| 29 mai 2016 19:00 | [ Cronica]          |         |                 | Sala Sporturilor, Pitești Arbitri: Năstase, Stancu |

| 30 mai 2016 19:00 | CSU Știința București | 18 - 27 | CSM Unirea Slobozia | Sala Sporturilor, Pitești Arbitri: Harabagiu, Stănescu |
| 30 mai 2016 19:00 | (12-16)               |         |                     | Sala Sporturilor, Pitești Arbitri: Harabagiu, Stănescu |
| 30 mai 2016 19:00 | [ Cronica]            |         |                     | Sala Sporturilor, Pitești Arbitri: Harabagiu, Stănescu |

În urma meciurilor disputate, CS Măgura Cisnădie și CSM Unirea Slobozia, câștigătoarele celor două grupe ale turneului, și-au păstrat locul în Liga Națională și în sezonul 2016-2017.

### Meciurile de plasament
Pe 27 aprilie 2016, Federația Română de Handbal a făcut public faptul că se vor juca încă două meciuri de plasament, între echipele clasate pe locurile 2, respectiv locurile 3 din cele două grupe. În cazul în care una din cele două echipe promovate nu va putea evolua sau se va retrage din Liga Națională, atunci ea ar fi înlocuită cu următoarea clasată, decisă în urma partidelor de plasament.
În realitate, pe data de 31 mai 2016 s-a mai jucat o singură partidă, între echipele de pe locurile 2 în cele două grupe, CS HM Buzău și CSM Cetate Deva. Meciul, programat inițial pentru ora 10:00, a fost mutat la ora 12:00 și s-a încheiat cu victoria echipei din Buzău.
| 31 mai 2016 12:00 (programat inițial la ora 10:00) | CS HM Buzău | 39 - 38 | CSM Cetate Deva | Sala Sporturilor, Pitești Arbitri: Belean, Călina |
| 31 mai 2016 12:00 (programat inițial la ora 10:00) | Ionescu 19  | (18-21) |                 | Sala Sporturilor, Pitești Arbitri: Belean, Călina |
| 31 mai 2016 12:00 (programat inițial la ora 10:00) | Cronica     |         |                 | Sala Sporturilor, Pitești Arbitri: Belean, Călina |

| 31 mai 2016 12:00 | CSM Slatina | Meci anulat | CSU Știința București | Sala Sporturilor, Pitești |
| 31 mai 2016 12:00 |             |             |                       | Sala Sporturilor, Pitești |
| 31 mai 2016 12:00 |             |             |                       | Sala Sporturilor, Pitești |

Pe 29 iunie 2016 s-a anunțat oficial că locul vicecampioanei HCM Baia Mare, echipă desființată în urma problemelor financiare, va fi luat de CS HM Buzău, care s-a clasat pe locul al treilea la turneul de baraj. Astfel, echipele rămase sau promovate în Liga Națională 2016-17 în urma turneului de baraj au fost:
| Echipa              | Competiția din care provine |
| ------------------- | --------------------------- |
| CSM Unirea Slobozia | Liga Națională              |
| CS Măgura Cisnădie  | Liga Națională              |
| CS HM Buzău         | Divizia A                   |